# Tillandsia muhriae
Tillandsia muhriae är en gräsväxtart som beskrevs av Wilhelm Weber. Tillandsia muhriae ingår i släktet Tillandsia och familjen Bromeliaceae. Inga underarter finns listade i Catalogue of Life.